# 雷管

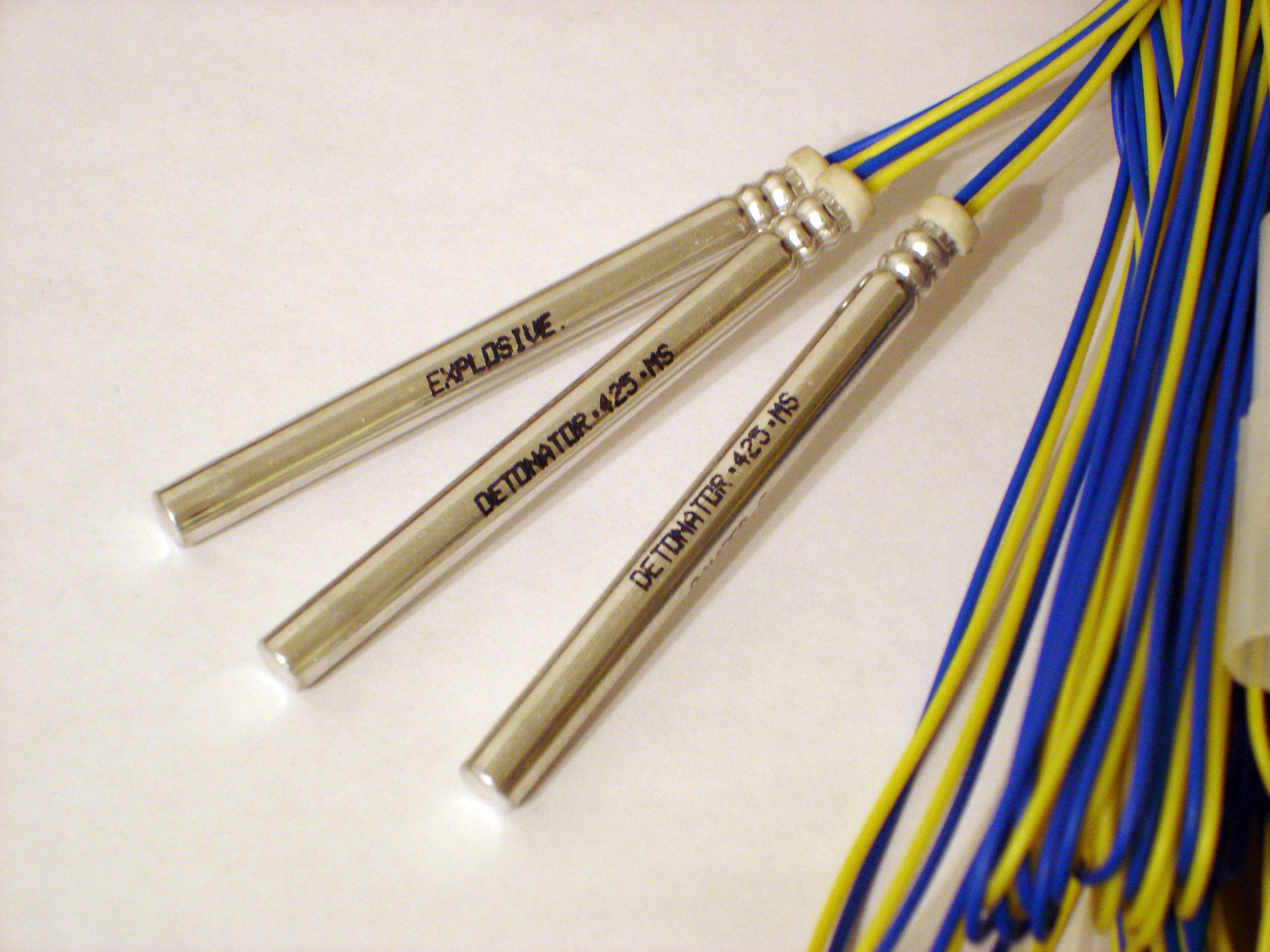
電氣式雷管

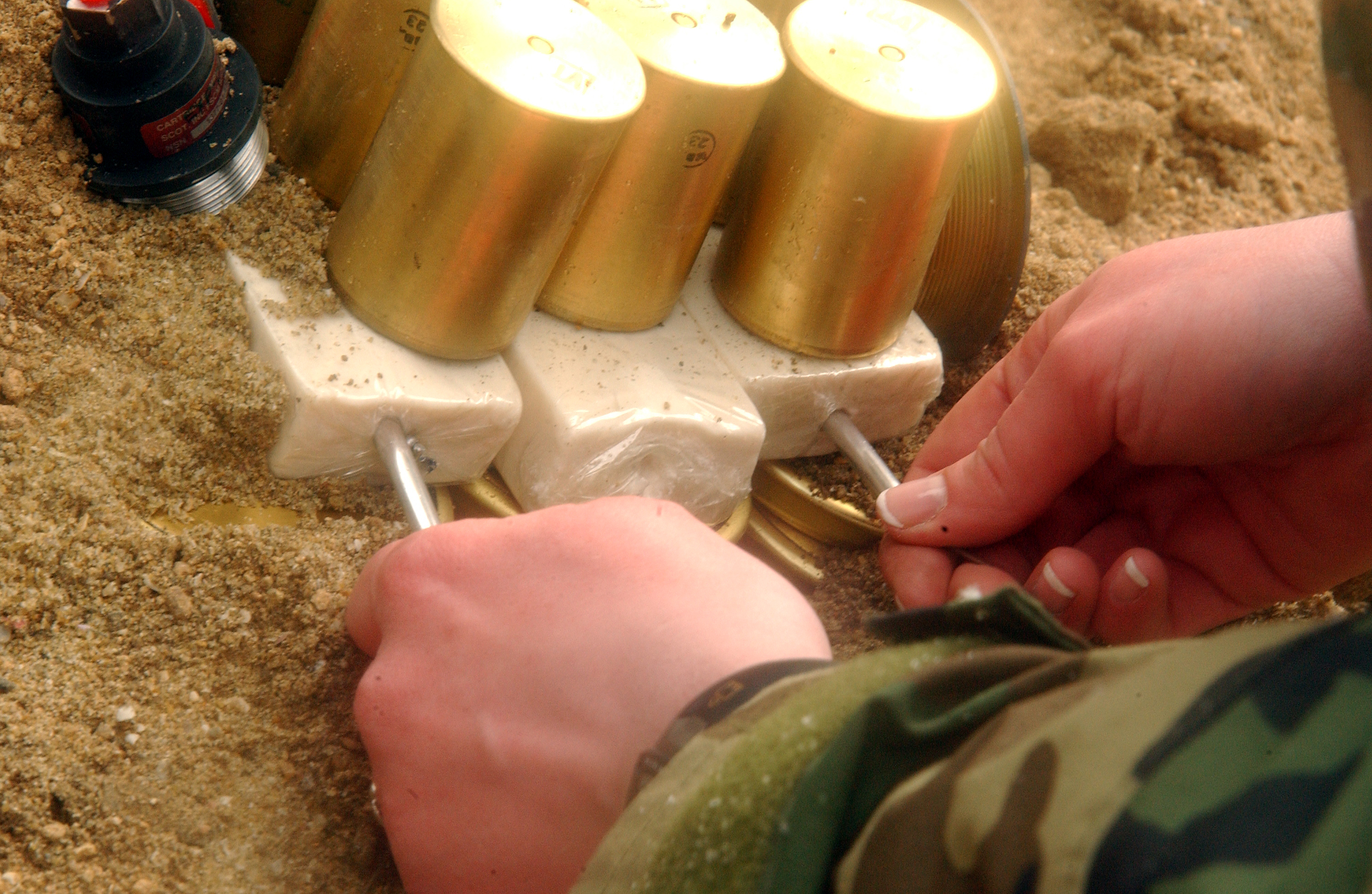
電氣式雷管使用於軍事爆破，白色塊狀物即為C4塑膠炸藥

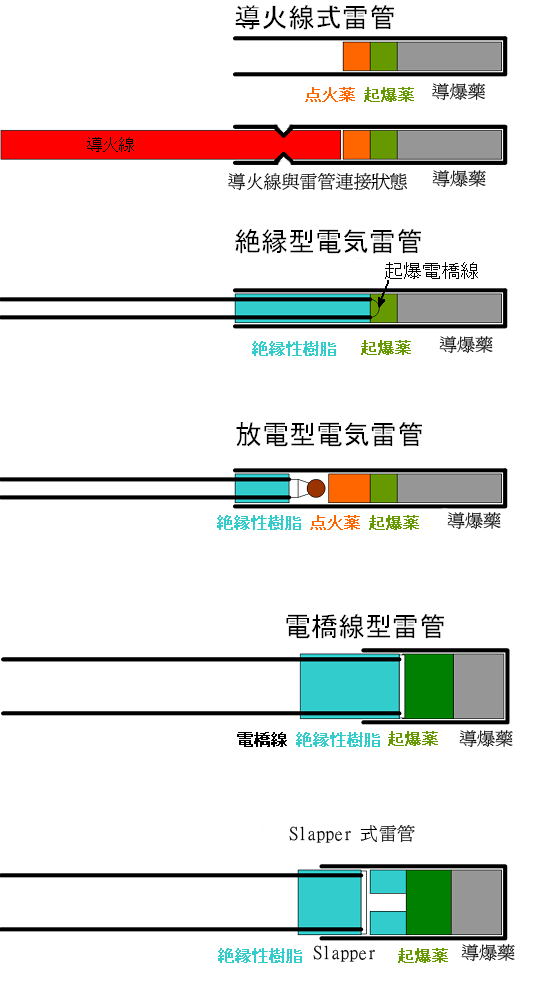

雷管（英語：Detonator）是一種用來引爆炸藥的裝置，也是一种管制爆炸物。19世纪，瑞典化學家阿佛烈·諾貝爾在炸药研究中发明雷汞雷管与安全导火索合用，成为硝化甘油炸药等高级炸药的可靠引爆手段。
工業和軍用炸藥一般較為穩定，用明火無法引爆，因此普遍使用雷管作为爆炸媒介。雷管的成份在一開始時是裝有雷酸汞的金属管子，故名為雷管。但雷酸汞与外壳的铜等金属接触受潮后容易产生不稳定的雷酸盐而发生安全事故。後來改用叠氮化铅等較穩定的化學物製作。

## 構造
雷管通常是由一種稱為「ASA複合物」（ASA compound）的起爆藥與作為起爆增強劑的微量TNT、特屈兒（tetryl）或PETN封於直徑約10 mm左右的薄金屬管內構成。「ASA複合物」是疊氮化鉛（Pb(N3)2，Lead Azide）、史蒂芬酸鉛（lead 2,4,6-trinitroresorcinate, C6HN3O8Pb, Lead styphnate）與鋁粉的混合物，取英文字首為名。重氮基二硝基酚（DDNP, Diazodinitrophenol）也可被用作起爆藥以減少排入大氣中的鉛。舊式雷管用雷酸汞（Mercury(II) fulminate）當一級炸藥（起爆藥），通常會混些氯酸鉀增加效能。

## 分類

### 電氣式雷管
- 即發式電雷管（instantaneous electrical detonator，IED）。
- 短延遲式電雷管（short period delay detonator，SPD），延遲以毫秒計算。
- 長延遲式電雷管（long period delay detonator，LPD），延遲以秒計算。
- 電橋式電雷管（exploding-bridgewire detonator），使用於精確度要求在1纳秒（nanosecond）之內的原子彈引爆。
- slapper式電雷管（slapper detonator）以金屬薄膜爆炸驅動的塑膠片撞擊裝藥激發的雷管

## 發展歷史
雷管是由諾貝爾於1862年發明的。當時已經知道硝化甘油是一種很強烈的爆炸物，因過於敏感，在受到震動、撞擊或火化時就會爆炸，因此缺少實用價值。後來諾貝爾發現，硝化甘油滴在土中不會爆炸，在用矽藻土吸附之後就會非常穩定，但如何來引爆它又成了難題。經過多次實驗並付出了血的代價後，他終於發現可以用雷酸汞作為起爆材料，爆炸後來引爆矽藻土吸附的硝化甘油。把雷酸汞裝在小管子裏，就成了雷管。
可是當時的雷管裏面就是單一的雷酸汞，它不是很穩定，與銅等接觸受潮後，容易產生不穩定的雷酸鹽，這時當插入到主爆藥時就自己提早引爆的話，很容易會引發更嚴重的爆炸事故。後來雷管也用疊氮化鉛，它更穩定一些。目前的雷管一般上層使用疊氮化鉛，下层使用高爆炸藥。